# Stage Fright (film, 2014)
Pour les articles homonymes, voir Stage Fright (homonymie).
Pour plus de détails, voir Fiche technique et Distribution.
Stage Fright est un slasher musical canado-américain écrit, composé et réalisé par Jérôme Sable et sorti en 2014.

## Synopsis
Un groupe d'adolescents chanteurs est la proie d'un tueur masqué.

## Fiche technique
- Titre original : Stage Fright
- Réalisation : Jérôme Sable
- Scénario : Jérôme Sable
- Direction artistique : Oleg M. Savytski
- Décors :
- Costumes : Michael Ground
- Photographie : Bruce Chun
- Son : Joe Barrucco
- Montage : Nicholas Musurca
- Musique : Eli Batalion et Jérôme Sable
- Production : Jonas Bell Pasht et Ari Lantos
- Société(s) de production : Citizen Jones, Serendipity Point Films et XYZ Films
- Société(s) de distribution :  Entertainment One
- Budget :
- Pays d’origine :  Canada/ États-Unis
- Langue : Anglais
- Format : Couleurs - 35 mm - 2.35:1 - Son Dolby numérique
- Genre : Slasher musical
- Durée : 89 minutes
- Dates de sortie :  
  -  États-Unis : 10 mars 2014 (South by Southwest)
  -  Canada : 9 mai 2014
  - France : 17 novembre 2014 en VOD
- Classification :
  - France : Interdit aux moins de 12 ans en VOD et à la télévision

## Distribution
- Minnie Driver : Kylie Swanson
- Meat Loaf : Roger McCall
- Allie MacDonald : Camilla Swanson
- Douglas Smith : Buddy Swanson
- Kent Nolan : Joel Hopton
- Brandon Uranowitz : Artie Getz
- Ephraim Ellis : Sam Brownstein
- Melanie Leishman : Liz Silver
- James McGowan : Victor Brady

## Distinctions

### Nominations et sélections
- Festival du film de Sydney 2014